# Benito Orgiana

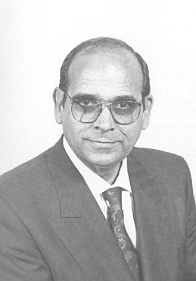
Benito Orgiana

Benito Orgiana (10 de fevereiro de 1938 – 2 de abril de 2021) foi um político italiano.
Nascida em Orroli a 10 de fevereiro de 1938, Orgiana serviu em órgãos legislativos locais, incluindo o conselho municipal de Cagliari, até à sua eleição de 1992 para a Câmara dos Deputados. Como deputado serviu até 1994 como membro do Partido Republicano Italiano. Ele foi cofundador do partido Fortza Paris, formado em 2001, e serviu como presidente do Istituto Autonomo Case Popolari.